# Adolphe Bringeon
Pas d'image ? Cliquez ici

a Compétitions nationales et continentales officielles uniquement.

b Matchs officiels uniquement.
Adolphe Bringeon, né le 23 janvier 1895 à Saint-Jean-de-Luz et mort le 14 mai 1944 dans la même ville, est un joueur français de rugby à XV qui évolue au poste d'ailier gauche. Il joue en club au Biarritz olympique et en équipe de France.

## Biographie
Adolphe Bringeon effectue sa carrière en club au Biarritz olympique. Il dispute un match du Tournoi des Cinq Nations en 1925 contre le pays de Galles. Il pratique également le skiff au niveau national.